# Glywys Cernyw
Glywys, equivalente di Claudius in latino e Claude in inglese, anche noto come Glywys Cernyw (415 circa), regnò sul Glywyssing (area del Galles centro-meridionale, poi divenuta Morgannwg e, oggi, Glamorgan), succedendo sul trono al padre Solor.

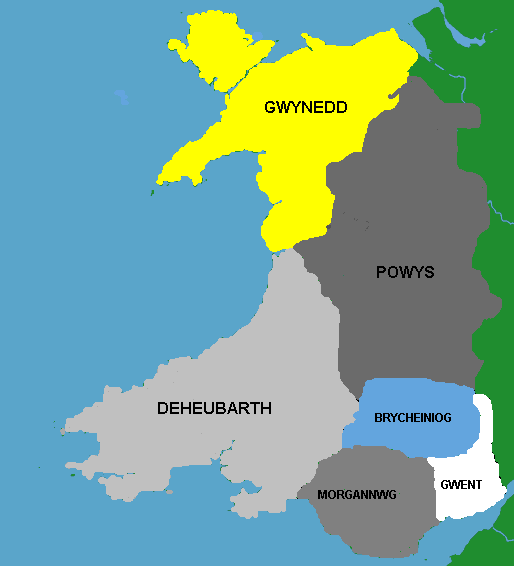
Regni medioevali del Galles

Attorno alla metà del V secolo divenne il primo re del Galles centro-meridionale che lasciò davvero un segno nell'area, al punto che il Cernyw fu chiamato Glywysing in suo onore.
In tarda età si ritirò a vita eremitica a Merthyr Glywys (Clivis, nell'odierno Glamorgan) e come tale è menzionato in un'iscrizione a Ogmore, mentre la sua pietra commemorativa può essere vista a Merthyr Mawr. Secondo la leggenda, ebbe molti figli e, sempre stando alla tradizione, il Glywysing fu diviso tra quattro o cinque di questi prima della sua morte.